# Deportes de tiro en Chile

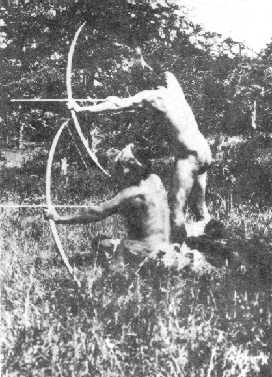
Cazadores selknam.

Los deportes de tiro en Chile son controlados por la Dirección General de Movilización Nacional, fiscalizados por los Carabineros de Chile y regulados mediante la Ley 17.798 de 1972 del Ministerio de Defensa Nacional y la Ley 19.712 de 2001 del Ministerio del Interior y Seguridad Pública. Su organización está a cargo de la Federación Deportiva Nacional de Tiro al Blanco, la Federación Deportiva Nacional de Tiro al Vuelo y la Federación Chilena de Tiro con Arco. Han destacado Juan Enrique Lira, Jorge Jottar, Alfonso de Iruarrizaga, Jorge Atalah, Denisse van Lamoen, Francisca Crovetto y Ricardo Soto. El país ha ganado dos medallas en Juegos Olímpicos, una de plata en Seúl 1988 y una de oro en París 2024, además de 20 en Juegos Panamericanos.
Como antecedente, los indígenas mapuches y selknam emplearon arco y flecha en el actual territorio chileno durante siglos hasta el XIX, respectivamente para la guerra y la caza. Los rapanui han practicado el tau tanga, que consiste en arrojar una lanza de madera hacia un tronco de maíka (plátano) situado a una distancia que varía según cada categoría.